# Партия зелёных (Норвегия)

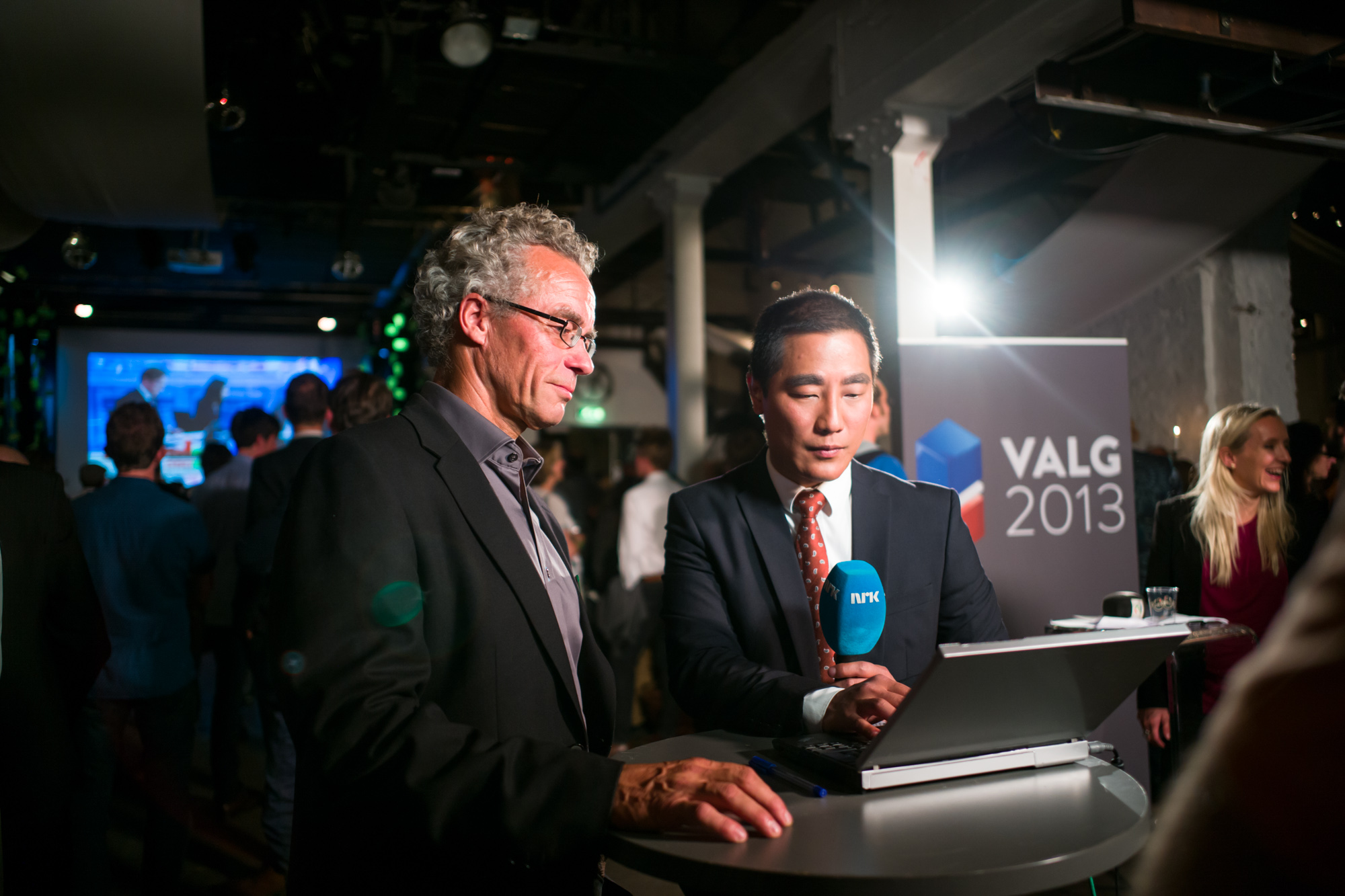
Расмус Ханссон, парламентский представитель партии (2013—2017), на интервью у Норвежской вещательной корпорации в ночь выборов 2013 года.

Партия зелёных (норв. Miljøpartiet De Grønne, нюнорск Miljøpartiet Dei Grøne, северносаам. Birasbellodat Ruonát) — зелёная политическая партия в Норвегии. Партия занимает три места в Стортинге, а также имеет представительства в муниципалитетах и округах.
Партия придерживается зелёной политики, избиратели и исследователи классифицируют её как левоцентристскую. Сама партия старается держаться в стороне от доминирующих левого и правого блоков, обозначая их как «блоки ископаемых» («блоки динозавров»).
Зелёная партия является членом Европейской партии зелёных и Партии Глобальных Зелёных и была создана при поддержке Союза 90. Она сохраняет тесные связи с другими зелёными партиями, включая немецких и шведских зелёных.
Впервые прошла в парламент на выборах 2013 года, с тех пор демонстрирует рост на местных выборах, в том числе в Осло.

## История

### Предпосылки создания
В 1980 году была основана Партия зелёных ФРГ (Die Grünen, с 1993 — «Союз 90»), в которую вошли представители как либеральных взглядов, так и консервативных. В 1983 году во время выборов в Бундестаг партия получила 27 мест в парламенте и, тем самым, подала пример ряду других европейских зелёных партий.
Первым создать зелёную партию в Норвегии предложил Уве Бротен в 1985 году. По его замыслу, это должно было произойти путём преобразования некоммерческой организации Framtiden i våre hender (норв. «Будущее в наших руках») в политическую партию. Хотя сама организация выступила против, многие эту инициативу поддержали, и уже в том же году Бротен, совместно с Улавом Бенестадом, разработал для движения программу, состоящую из 14 пунктов. Однако дискуссии о политической стратегии партии, названии и организационных вопросах продолжались вплоть до 1987 года.
В том же году представители зелёных движений прошли на местных выборах, хотя общая партия зелёных для всей страны ещё не была создана.

### Основание партии
Весной 1988 года было собрано 5000 подписей с целью создания политической партии. 29 октября того же года партия была официально зарегистрирована под названием «De Grønne» (норв. «Зелёные»), позднее оно было изменено на «Miljøpartiet De Grønne» (норв. «Экологическая партия — зелёные»). Первая программа была принята на первом съезде партии в городе Бё, фюльке Телемарк, в феврале 1989 года.
На выборах в Стортинг в том же году партия набрала всего 0,4 % голосов и, тем самым, ни одного места в парламенте получено не было. В последующие годы партия не завоевала широкой поддержки среди населения, получая очень низкий процент голосов (не выше 0,4 %) на выборах как парламентских, так и местных. Однако на местных выборах в 2007 году стал заметен рост популярности «Зелёных», когда партия впервые в своей истории набрала 0,6 % голосов по всей стране. Тенденция продолжилась, когда на следующих выборах в 2011 году «Зелёные» набрали 1,3 % голосов и впервые получили представительство в правлении фюльке Хордаланн.

### Рост партии
В самом начале количество членов партии заметно росло, но в связи со смертью нескольких ключевых персон (к примеру, Олава Бенестада и Торстейна В. Тенгельсена, редактора газеты Framtid i Nord (норв. Будущее Севера)), развитие и рост влияния партии были значительно снижены. В 1995 году «Зелёные» стали первой политической партией Норвегии с собственным интернет-сайтом. После 2005 года количество членов партии вновь начало расти, к тому же, в неё перешли некоторые участники Социалистической левой партии, Либеральной партии, Христианской народной партии и Консервативной партии. На парламентских выборах в 2013 году «Зелёные» набрали 2,8 % из всех голосов и, тем самым, впервые получили место в Стортинге. В 2017 году место было сохранено, но прежнего парламентского представителя партии, Расмуса Ханссона, сменила Уне Айна Бастхольм.

## Идеология
Согласно уставу партии, цель Норвежской партии зелёных заключаются в «создании человечного общества, живущего в гармонии с природой.» В следующих предложениях её принципы характеризуются так: «Экономическая политика должна определяться экологическими принципами и способствовать достижению мира и справедливости как на уровне одной страны, так и на мировом уровне. Жизнестойкое местное общество, живущее на местных ресурсах — то, что в первую очередь поможет достичь цели».
Норвежская партия зелёных придерживается зелёной политики и трёх принципов солидарности:
- Солидарность с другими людьми

- Солидарность с будущими поколениями

- Солидарность с животным миром и природой[10]

Идеология норвежской партии зелёных восходит к экологическим движениям 1970-х годов, в том числе к движениям против использования атомной энергетики и к некоторым другим новым общественным движениям. Эти зелёные движения также поддержали представители разных политических сфер, в том числе левые, критиковавшие коммунизм, и как либералы, так и консерваторы, считавшие важными вопросы экологии. Зелёные партии неразрывно связаны с экологическими движениями, однако понятие «зелёная политика» включает в себя не только вопросы о защите окружающей среды, будучи основанной также на антиавторитарных протестах 60-х годов. Экософия Арне Несса и учение Махатмы Ганди о ненасилии также легли в основу современного экологического мышления. Начиная с 1980-х годов основная позиция зелёных партий Европы характеризует свою позицию как прогрессивный социал-либерализм с особым вниманием к вопросам экологии и окружающей среды.
Норвежская партия зелёных считает себя независимой от правого и левого блоков, и готова сотрудничать с любой другой политической партией страны кроме Партии прогресса.
Европейские партии зелёных, особенно в тех странах, где они занимают доминирующее положение, активно поддерживают идею европейской интеграции, в то время, как Норвежская партия зелёных считает, что вопрос о присоединении к Евросоюзу должен решаться путём всенародного референдума.

## Организационная структура
Партией руководит центральное правление (sentralstyre), состоящий из 11 человек, двое из которых (мужчина и женщина) являются пресс-секретарями партии. Высший орган — национальная конференция (landsmøte), между национальными конференциями — национаольное правление (landsstyre), куда входят пресс-секретари, по одному представителю от каждого фюльке, по одному представителю от партийных молодёжной (Grønn Ungdom) и студенческой организаций (Grønne Studenter), а также глава партийного экофеминистического движения (Grønt Kvinnenettverk). Также, по правилам партии, одному человеку запрещено занимать одну и ту же должность в течение долгого времени. При утверждении на должность также активно используются гендерные квоты.

## Положение на общегосударственном уровне
С официального момента своего основания в 1988 году партия участвовала во всех парламентских выборах, каждый раз получая не самые лучшие результаты, и только в 2013 году член партии Расмус Ханссон стал первым депутатом в Стортинге от партии зелёных. На выборах в 2017 году партия сохранила своё место в парламенте, тогда Ханссона сменила Уне Айна Бастхольм. Зимой-весной 2018 года обязанности депутата исполнял Пер Эспен Стукнес, пока Бастхолм была в декрете.

## Положение на местном уровне
Норвежская зелёная партия сохраняет места в правлениях коммун Кристиансанн и Халден, начиная с 1987 года, а также в коммунах Тронхейм и Несодден с 1991 года.
На местных выборах в 2011 году партия получила ещё одно место в правлении коммуны Несодден, а также новые места в правлении двенадцати коммун, где раньше она представлена не была, в том числе в Осло, Бергене, Ставангере и Тромсё. Ещё партия получила одно место в правлении фюльке Хордаланн. Больше всего голосов на тех выборах партия набрала в коммуне Эурланн, фюльке Согн-ог-Фьюране — 6,5 %.

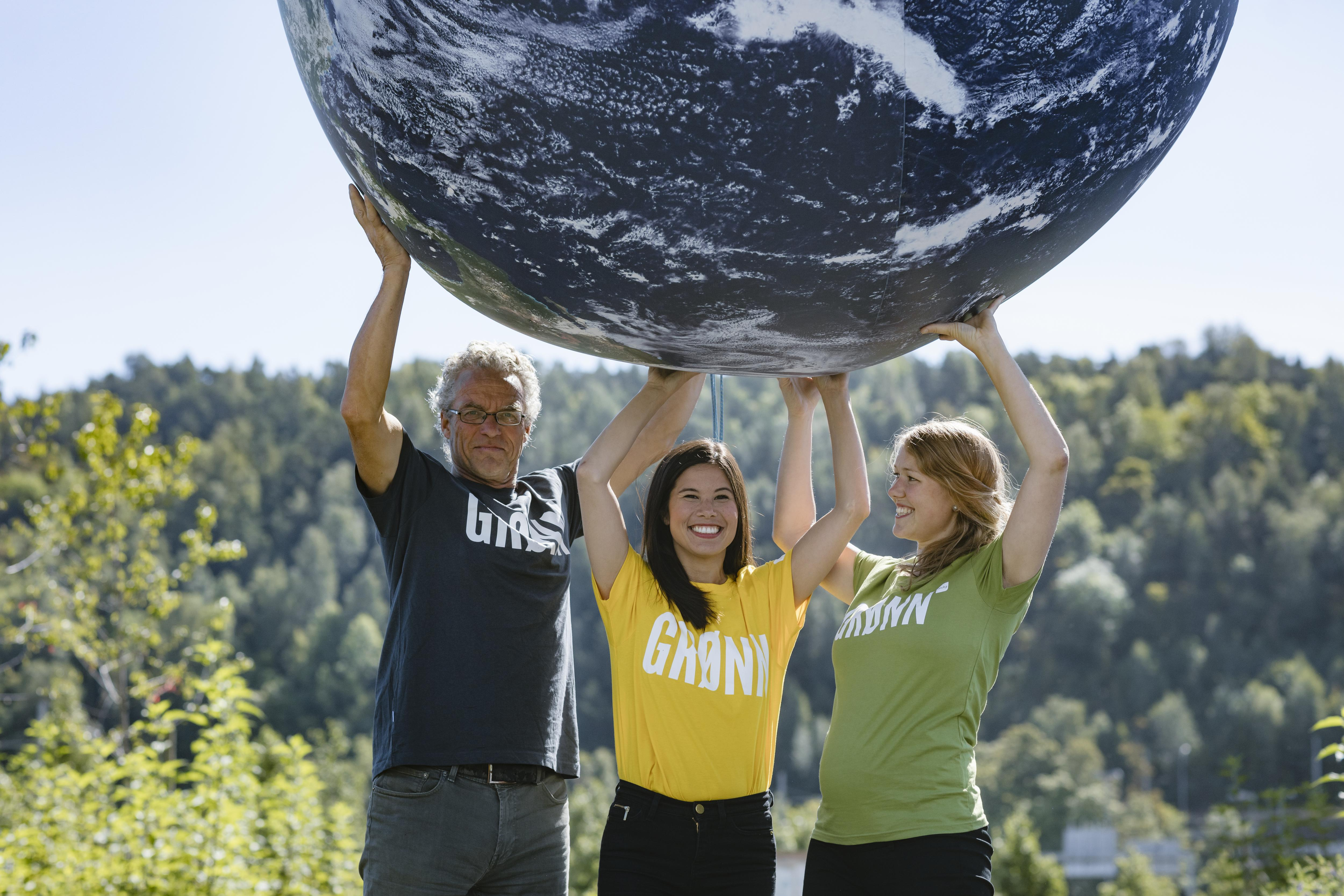
Лан Марие Нгуен Берг (в центре), член городского совета Осло, ответственная по вопросам экологии и транспорта, вместе с Расмусом Ханссоном и Уне Айной Бастхолм

В 2015 году партия получила 4,2 % всех голосов на выборах в правления коммун и 5 % всех голосов — в правления фюльке, что на тот момент являлось для норвежских зелёных абсолютным прорывом. Партия, тем самым, получила представительство в правлениях около 200 коммун и, в то же время, в правлениях всех 19 фюльке. В новый состав городского совета Осло вошли представители зелёных Лан Марие Нгуен Берг и Ханна Элисе Маркуссен, в Тронхейме заместителем мэра стала член партии Хильде Опоку, также члены партии получили идентичные должности в Моссе и Лёренскуге.
В 2019 году зелёные набрали 6,8 % всех голосов на местных выборах, что на данный момент является для них рекордным показателем. Наивысший результат был набран в коммуне Вардё, фюльке Финнмарк- 23,2 %.

## Положение на международном уровне
Норвежская партия зелёных имеет 36 «партий-сестёр в Европе», и также она участвовала в создании объединения под названием «Федерация европейских зелёных». В 2004 году это объединение было переделано в Европейскую партию зелёных, вошедшую в Парию глобальных зелёных. В настоящий момент европейские зелёные являются четвёртой по количеству представителей партией в Европейском парламенте.

## Другие партийные организации

### Молодёжная организация
Молодёжная организация Норвежской партии зелёных называется Grønn Ungdom (норв. Зелёная молодёжь). Организация была основана в Осло в 1987 году, но стала общенациональной только в 1996. В число руководителей входят сама Норвежская партия зелёных и центральный комитет молодёжной организации, состоящей из двух пресс-секретарей, генерального секретаря, международного представителя и обычных членов комитета. Сегодня пресс-секретарями являются Теодор Бруу и Хюльда Холтветт, генеральным секретарём является Гури Барка Мартинс. Как и основная партия, Grønn Ungdom ежегодно проводит партийные съезды.

### Студенческая организация
Студенческая организация Норвежской партии зелёных называется Grønne Studenter (норв. Зелёные студенты). Организация зелёных студентов Осло была основана в 1989 году, в то время, как общенациональная организация была основана только в 2013 году. На 2019 год в организации насчитывается восемь местных отделений (в Осло, Драммене, Бё, Бергене, Агдере, Тромсё, Тронхейме и Осе).

## Результаты выборов
| Год  | Число голосов | Места | Положение | Место |
| 1989 | 10,136        | 0     | N/A       | 9     |
| 1993 | 3,054         | 0     | N/A       | 12    |
| 1997 | 5,884         | 0     | N/A       | 11    |
| 2001 | 3,785         | 0     | N/A       | 13    |
| 2005 | 3,652         | 0     | N/A       | 12    |
| 2009 | 9,286         | 0     | N/A       | 10    |
| 2013 | 79,152        | 1     | Оппозиция | 8     |
| 2017 | 94,427        | 1     | Оппозиция | 8     |